# Joeri Verlinden
Joeri Verlinden (Roermond, 22 januari 1988) is een Nederlandse zwemmer, gespecialiseerd in de vlinderslag en de vrije slag. Verlinden is lid van het Nationaal Zweminstituut Amsterdam waar hij wordt getraind door Martin Truijens, eerder trainde hij onder leiding van voormalig wereldkampioen Marcel Wouda bij het Nationaal Zweminstituut Eindhoven. Verlinden is op zowel de korte- als de langebaan houder van alle Nederlandse records op de vlinderslag. Eerder zwom hij bij RZ, HGK en de Roersoppers. Naast het zwemmen studeert hij Biomedische Technologie aan de Technische Universiteit Eindhoven.

## Carrière
Na een halve finale plaats op de 50 meter vlinderslag bij de EJK 2005 in Boedapest en een zevende plaats bij de EJK 2006 in Palma de Mallorca maakte Verlinden zijn seniorendebuut tijdens de Europese kampioenschappen kortebaanzwemmen 2006 in Helsinki. In de Finse hoofdstad strandde hij in de series van de 50, 100 en 200 meter vlinderslag.
Tijdens de Dutch Open Swim Cup 2007 kwalificeerde Verlinden zich voor de Europese kampioenschappen zwemmen 2008 in Eindhoven op alle vlinderslagnummers en nomineerde hij zich als vlinderslagzwemmer voor de wisselslag estafette. Op de EK werd hij uitgeschakeld in de halve finales 50 en de 100 meter vlinderslag en in de series van de 200 meter vlinderslag. Met zijn tijd van 53,09, op de 100 meter vlinderslag, bleef hij 23/100e seconde boven de individuele limiet bleef voor de Olympische Spelen. Doordat de 4x100 meter wisselslag estafette de olympische spelen miste, moest Verlinden ook thuisblijven. Hij nam enkele weken na de EK wel deel aan de wereldkampioenschappen zwemmen kortebaan 2008 in Manchester. Hier strandde hij in de series op de 50 meter vlinderslag en eindigde hij als zestiende op de 100 meter vlinderslag. Op de 4x100 meter wisselslag zwom hij een Nederlands record samen met Bastiaan Tamminga, Robin van Aggele en Mitja Zastrow, het kwartet eindigde daarmee op de achtste plaats. In Rijeka nam de Nederlander deel aan de Europese kampioenschappen kortebaanzwemmen 2008, op dit toernooi eindigde hij als zevende op de 100 meter vlinderslag. Op zowel de 50 als de 200 meter vlinderslag werd hij uitgeschakeld in de series.

### 2009-heden
Tijdens een limietwedstrijd in april zwom Verlinden een nieuw Nederlands record op de 200 meter vlinderslag korte baan (1.51,64). Bijna de hele race zwom hij onder het wereldrecord van de Rus Nikolaj Skvortsov. Op de wereldkampioenschappen zwemmen 2009 in Rome strandde Verlinden in de halve finales van de 200 meter vlinderslag en in de series van de 100 meter vlinderslag, samen met Nick Driebergen, Lennart Stekelenburg en Sebastiaan Verschuren werd hij gediskwalificeerd in de series van de 4x100 meter wisselslag. In Istanboel nam de Nederlander deel aan de Europese kampioenschappen kortebaanzwemmen 2009. Op dit toernooi eindigde hij als vierde op de 100 meter vlinderslag, als vijfde op de 200 meter vlinderslag en als zesde op de 50 meter vlinderslag. Op de 4x50 meter wisselslag eindigde hij samen met Nick Driebergen, Robin van Aggele en Bastiaan Tamminga op de vijfde plaats.
Tijdens de Europese kampioenschappen zwemmen 2010 in Boedapest veroverde Verlinden de zilveren medaille op de 100 meter vlinderslag en eindigde hij als zesde op de 50 meter vlinderslag, beide keren in een nieuw Nederlands record. Samen met Nick Driebergen, Lennart Stekelenburg en Sebastiaan Verschuren sleepte hij de bronzen medaille in de wacht op de 4x100 meter wisselslag, wederom in een nieuw Nederlands record. Op de Europese kampioenschappen kortebaanzwemmen 2010 in Eindhoven legde de Nederlander beslag op de zilveren medaille op de 100 meter vlinderslag en de bronzen medaille op de 50 meter vlinderslag, op de 200 meter vlinderslag werd hij uitgeschakeld in de series. Op de 4x50 meter wisselslag eindigde hij samen met Nick Driebergen, Robin van Aggele en Stefan de Die op de vierde plaats. In Dubai nam Verlinden deel aan de wereldkampioenschappen kortebaanzwemmen 2010. Op dit toernooi eindigde hij als zesde op de 100 meter vlinderslag, daarnaast strandde hij in de series van zowel de 50 als de 200 meter vlinderslag.
Tijdens de wereldkampioenschappen zwemmen 2011 in Shanghai eindigde hij als zevende op de 100 meter vlinderslag, op de 50 meter vlinderslag werd hij uitgeschakeld in de series. Samen met Nick Driebergen, Lennart Stekelenburg en Sebastiaan Verschuren eindigde hij als vijfde op de 4x100 meter wisselslag. Op de Europese kampioenschappen kortebaanzwemmen 2011 in Szczecin eindigde Verlinden als vierde op de 100 meter vlinderslag en als tiende op de 50 meter vlinderslag, op de 200 meter vlinderslag strandde hij in de series. Op de 4x50 meter wisselslag eindigde hij samen met Bastiaan Lijesen, Robin van Aggele en Joost Reijns op de vierde plaats.
Nadat 2013 een jaar was vol met blessures is 2014 ook niet goed begonnen voor Verlinden. Bij een reguliere sportkeuring is er vastgesteld dat hij kampt met hartritmestoornissen. Hierdoor moet Joeri de topsport tijdelijk verlaten.

## Internationale toernooien
| Jaar  | Olympische Spelen                        | WK langebaan                                                   | WK kortebaan                                                  | EK langebaan                                                           | EK kortebaan                                                                     |
| ----- | ---------------------------------------- | -------------------------------------------------------------- | ------------------------------------------------------------- | ---------------------------------------------------------------------- | -------------------------------------------------------------------------------- |
| 2006  |                                          |                                                                | geen deelname                                                 | geen deelname                                                          | 34e 50m vlinderslag 32e 100m vlinderslag 27e 200m vlinderslag                    |
| 2007  |                                          | geen deelname                                                  |                                                               |                                                                        | geen deelname                                                                    |
| 2008  | geen deelname                            |                                                                | 17e 50m vlinderslag 16e 100m vlinderslag 8e 4x100m wisselslag | 16e 50m vlinderslag 11e 100m vlinderslag 20e 200m vlinderslag          | 9e 50m vlinderslag 7e 100m vlinderslag 12e 200m vlinderslag                      |
| 2009  |                                          | 19e 100m vlinderslag 15e 200m vlinderslag DQ 4x100m wisselslag |                                                               |                                                                        | 6e 50m vlinderslag 4e 100m vlinderslag 5e 200m vlinderslag 5e 4x50m wisselslag   |
| 2010  |                                          |                                                                | 18e 50m vlinderslag 6e 100m vlinderslag 12e 200m vlinderslag  | 6e 50m vlinderslag · 100m vlinderslag · 4x100m wisselslag              | 50m vlinderslag · 100m vlinderslag · 10e 200m vlinderslag · 4e 4x50m wisselslag  |
| 2011  |                                          | 14e 50m vlinderslag 7e 100m vlinderslag 5e 4x100m wisselslag   |                                                               |                                                                        | 10e 50m vlinderslag 4e 100m vlinderslag 12e 200m vlinderslag 4e 4x50m wisselslag |
| 2012  | 6e 100m vlinderslag 7e 4x100m wisselslag |                                                                | 7e 50m vlinderslag 4e 100m vlinderslag                        | geen deelname                                                          | 5e 50m vlinderslag · 4e 100m vlinderslag · 200m vlinderslag                      |
| 2013  |                                          | geen deelname                                                  |                                                               |                                                                        | geen deelname                                                                    |
| 2014  |                                          |                                                                | 12e 50m vlinderslag                                           |                                                                        |                                                                                  |
| 2015  |                                          |                                                                |                                                               |                                                                        |                                                                                  |
| 2016  | 22e 100m vlinderslag                     |                                                                | geen deelname                                                 | 7e 50m vlinderslag                                                     |                                                                                  |
| 2017  |                                          |                                                                |                                                               |                                                                        | 4x50m wisselslagestafette ·                                                      |
| 2018  |                                          |                                                                |                                                               | 9e 100m vlinderslag 7e 4x100m wisselslag 4e 4x100m wisselslagestafette |                                                                                  |
| 2019  |                                          |                                                                |                                                               |                                                                        | 4x50m wisselslagestafette · 14e 50m vlinderslag ·                                |
| 2020* |                                          |                                                                |                                                               | 37e 100m vlinderslag 35e 100m vlinderslag                              |                                                                                  |

 *) De internationale toernooien die in 2020 zouden plaatsvinden werden vanwege de coronapandemie uitgesteld tot 2021.

## Persoonlijke records
Bijgewerkt tot en met 13 december 2019

### Kortebaan
| Afstand          | Tijd    | Datum            | Plaats    |
| ---------------- | ------- | ---------------- | --------- |
| 100m vrije slag  | 49,31   | 21 december 2008 | Amsterdam |
| 200m vrije slag  | 1.46,83 | 25 oktober 2009  | Aken      |
| 50m vlinderslag  | 22,75   | 13 december 2009 | Istanboel |
| 100m vlinderslag | 49,86   | 10 december 2009 | Istanboel |
| 200m vlinderslag | 1.51,36 | 12 december 2009 | Istanboel |

### Langebaan
| Afstand          | Tijd    | Datum            | Plaats    |
| ---------------- | ------- | ---------------- | --------- |
| 100m vrije slag  | 50,75   | 13 april 2012    | Eindhoven |
| 200m vrije slag  | 1.50,92 | 21 maart 2009    | Eindhoven |
| 50m vlinderslag  | 23,59   | 13 december 2019 | Amsterdam |
| 100m vlinderslag | 51,75   | 2 augustus 2012  | London    |
| 200m vlinderslag | 1.56,59 | 28 juli 2009     | Rome      |